# Cabo Sōya
El cabo Sōya (宗谷岬 Sōya-misaki?) es el punto más septentrional de la isla de Hokkaidō, en el país asiático de Japón. Está situado en Wakkanai, en la subprefectura de Sōya. El monumento del punto más septentrional de Japón se encuentra en este cabo, aunque el verdadero punto más al norte bajo control japonés es una pequeña isla desierta llamada Benten-jima, a 1 km al noroeste. Dado que el cabo se encuentra a solo 43 km a través del estrecho de La Pérouse, del cabo Crillón, en la isla rusa de Sajalín es posible ver a la isla en un día claro.

## Clima
| Parámetros climáticos promedio de Cabo Sōya (1991-2020) | Parámetros climáticos promedio de Cabo Sōya (1991-2020) | Parámetros climáticos promedio de Cabo Sōya (1991-2020) | Parámetros climáticos promedio de Cabo Sōya (1991-2020) | Parámetros climáticos promedio de Cabo Sōya (1991-2020) | Parámetros climáticos promedio de Cabo Sōya (1991-2020) | Parámetros climáticos promedio de Cabo Sōya (1991-2020) | Parámetros climáticos promedio de Cabo Sōya (1991-2020) | Parámetros climáticos promedio de Cabo Sōya (1991-2020) | Parámetros climáticos promedio de Cabo Sōya (1991-2020) | Parámetros climáticos promedio de Cabo Sōya (1991-2020) | Parámetros climáticos promedio de Cabo Sōya (1991-2020) | Parámetros climáticos promedio de Cabo Sōya (1991-2020) | Parámetros climáticos promedio de Cabo Sōya (1991-2020) |
| Mes                                                     | Ene.                                                    | Feb.                                                    | Mar.                                                    | Abr.                                                    | May.                                                    | Jun.                                                    | Jul.                                                    | Ago.                                                    | Sep.                                                    | Oct.                                                    | Nov.                                                    | Dic.                                                    | Anual                                                   |
| ------------------------------------------------------- | ------------------------------------------------------- | ------------------------------------------------------- | ------------------------------------------------------- | ------------------------------------------------------- | ------------------------------------------------------- | ------------------------------------------------------- | ------------------------------------------------------- | ------------------------------------------------------- | ------------------------------------------------------- | ------------------------------------------------------- | ------------------------------------------------------- | ------------------------------------------------------- | ------------------------------------------------------- |
| Temp. máx. abs. (°C)                                    | 4.8                                                     | 7.8                                                     | 13.4                                                    | 23.1                                                    | 26.0                                                    | 26.4                                                    | 30.4                                                    | 31.9                                                    | 29.7                                                    | 22.5                                                    | 17.5                                                    | 10.7                                                    | 31.9                                                    |
| Temp. máx. media (°C)                                   | −2.6                                                    | -2.4                                                    | 1.0                                                     | 7.1                                                     | 11.7                                                    | 15.2                                                    | 19.0                                                    | 21.6                                                    | 19.6                                                    | 13.8                                                    | 6.1                                                     | 0.0                                                     | 9.2                                                     |
| Temp. media (°C)                                        | -4.5                                                    | −4.6                                                    | -1.1                                                    | 3.9                                                     | 8.2                                                     | 11.9                                                    | 16.1                                                    | 18.7                                                    | 16.4                                                    | 10.8                                                    | 3.6                                                     | −2.1                                                    | 6.4                                                     |
| Temp. mín. media (°C)                                   | −6.6                                                    | −7.1                                                    | −3.7                                                    | 0.8                                                     | 5.1                                                     | 9.2                                                     | 13.7                                                    | 16.2                                                    | 13.4                                                    | 7.6                                                     | 1.0                                                     | −4.4                                                    | 3.8                                                     |
| Temp. mín. abs. (°C)                                    | -16.3                                                   | -17.1                                                   | -14.9                                                   | -6.3                                                    | -1.5                                                    | 1.7                                                     | 5.7                                                     | 10.2                                                    | 5.0                                                     | -0.7                                                    | -10.0                                                   | -11.8                                                   | -17.1                                                   |
| Precipitación total (mm)                                | 23.5                                                    | 18.4                                                    | 21.5                                                    | 31.0                                                    | 58.0                                                    | 58.8                                                    | 106.3                                                   | 126.5                                                   | 123.8                                                   | 114.6                                                   | 94.4                                                    | 54.0                                                    | 830.8                                                   |
| Días de lluvias (≥ 1 mm)                                | 8.9                                                     | 7.3                                                     | 7.3                                                     | 7.1                                                     | 8.6                                                     | 8.5                                                     | 9.1                                                     | 9.5                                                     | 11.2                                                    | 13.6                                                    | 15.1                                                    | 13.8                                                    | 120                                                     |
| Horas de sol                                            | 49.9                                                    | 91.5                                                    | 156.0                                                   | 187.1                                                   | 177.9                                                   | 142.0                                                   | 123.1                                                   | 153.1                                                   | 179.2                                                   | 141.7                                                   | 61.0                                                    | 29.0                                                    | 1491.5                                                  |
| Fuente:                                                 |                                                         |                                                         |                                                         |                                                         |                                                         |                                                         |                                                         |                                                         |                                                         |                                                         |                                                         |                                                         |                                                         |